# Dichelacera striata
Dichelacera striata är en tvåvingeart som beskrevs av Julio Augusto Henriques 1994. Dichelacera striata ingår i släktet Dichelacera och familjen bromsar. Inga underarter finns listade i Catalogue of Life.